# Максвелл, Стелла
Сте́лла Мэйнз Ма́ксвелл (англ. Stella Maynes Maxwell; род. 15 мая 1990, Брюссель) — новозеландская и британская модель,  компании «Victoria's Secret» (с 2015 года). Открытая лесбиянка и ЛГБТ активистка.

## Биография
Родилась в 1990 году в Бельгии, в семье североирландских дипломатов ирландского происхождения. В 13 лет, после новой командировки родителей, переехала в Австралию, а ещё через год в Новую Зеландию. В Веллингтоне, после окончания колледжа, поступила в университет Отаго, во время обучения в котором была приглашена на кастинг, после которого начала карьеру модели.

## Карьера
Первый опыт карьеры модели девушка получила ещё в студенческие годы, когда в одном из кафетериев Отаго познакомилась с местным фотографом и согласилась сделать несколько фото. Дальше последовали официальные предложения. Несколько лет Стелла проработала в одном из рекламных агентств Новой Зеландии. После она заключила новый контракт с The Lion и переехала жить и работать в столицу Франции. Её лицо и тело стало украшать страницы известных журналов: Vogue, Elle, Purple, Marie Claire, Puma.
В различное время принимала участие в показах: Jeremy Scott, Marc Jacobs, Victoria's Secret, Chanel, Versace,Moschino,Fendi,Tommy Hilfiger,Balmain,Chloe, Charles Anastase, Fashion East, Luella, Mara Hoffman, Osman Yousefzada, Luella, Todd Lynn, Vivienne Westwood, Limi Feu, Cacharel, Giambattista Valli, Ingrid Vlasov, Issey Miyake, Limi Feu, Moncler Gamme Rouge, Talbot Runhof, Tsumori Chisato, Commuun и другие.
Часто появляется на обложках модных журналов, среди которых можно отметить: Elle, Elle Italia, Elle UK, Glamour, Interview,Wmagazine, Madame Figaro, Mixte, Numéro, Purple, The Last Magazine, Vogue, Vogue España, Vogue Italia, Vogue Japan и Vogue UK.
В 2014 и 2015 годах была приглашена на итоговый показ компании Victoria’s Secret. С 2015 года является «ангелом» Victoria’s Secret. Часто участвует в официальных модных показах аксессуаров, косметики и нижнего белья.
Также Стелла является новым лицом косметического бренда Maxfactor c 2016 года.

## Личная жизнь
Максвелл открытая лесбиянка. Летом 2015 встречалась с американской актрисой и певицей Майли Сайрус.
На протяжении двух лет (с декабря 2016 по декабрь 2018 гг.) состояла в отношениях с актрисой Кристен Стюарт. Через полгода, в мае 2019 г., пара возобновила отношения, правда, лишь на два месяца, по истечении которых девушки вновь расстались.